# Montbrun-Bocage
Montbrun-Bocage – miejscowość i gmina we Francji, w regionie Oksytania, w departamencie Górna Garonna.
Według danych na rok 1990 gminę zamieszkiwało 336 osób, a gęstość zaludnienia wynosiła 11 osób/km² (wśród 3020 gmin regionu Midi-Pireneje Montbrun-Bocage plasuje się na 731. miejscu pod względem liczby ludności, natomiast pod względem powierzchni na miejscu 293.).